# Gajanuru Mullakere, Shimoga
Gajanuru Mullakere là một làng thuộc tehsil Shimoga, huyện Shimoga, bang Karnataka, Ấn Độ.